# Арнольд Ван Геннеп
Арнольд Ван Геннеп (нім. Arnold van Gennep  нар. 23 квітня 1873, Людвігсбург, Вюртемберзьке королівство, Німеччина — пом. 7 травня 1957, Бур-ла-Рен, Франція) — французький і швейцарський фольклорист і етнограф німецького походження. Президент товариства французьких етнографів (1952—1957), засновник ряду етнографічних видань. Автор численних праць з загальної етнографії та етнографії Франції, першим з французьких етнографів застосував метод етнографічного картографування.

## Біографія
Шкільну освіту отримав в Ніцці, Шамбері і Греноблі. В Сорбонні, слухачем якої Арнольд став після завершення школи, не було курсу етнографії (її стали викладати значно пізніше — з 1943), тому юнак покинув знаменитий університет і вступив до Національної школи живих східних мов, потім в Практичну школу вищих знань. Ван Геннеп отримав підготовку в галузі загальної лінгвістики, давньоарабської мови, єгиптології, ісламу, релігії первісних народів. У 1890-х роках коли Ван Геннеп прилучався до наукових досліджень, у Франції найбільший авторитет мала соціологічна теорія Еміля Дюркгейма, підтримана Клодом Леві-Стросом. 
Перебував в Східній Європі (Польща, 1897—1901) після одруження, що розширило його кругозір, він освоїв польську і російську мови. Повернувшись до Франції, він очолював Відділ перекладів Міністерства сільського господарства. 
1907—1914 — працював секретарем в Міжнародному інституті етнографії та соціології. 
1907—1914 — працював секретарем в Міжнародному інституті етнографії та соціології. 
1912—1915 — Геннеп завідував кафедрою етнографії в швейцарському місті Невшатель. Незалежний характер вченого не дозволяв йому йти по шляху тривіального університетського професора того часу, коли викладачі формували зі студентів собі подібних фахівців. Він не примикав до жодної модної течії в науці і залишався вірним своїм переконанням. Незалежна вдача і абсолютна чесність привели до того, що Ван Геннеп втратив професорське місце: в роки Першої світової війни він привселюдно заявив, що швейцарський уряд не дотримується оголошеного нейтралітету. За це він був вигнаний з Швейцарії і був змушений повернутися до Франції. Самостійність наукової позиції коштувала Ван Геннеп наукової кар'єри, він завжди залишався поза офіційними науковими установами, заробляв на життя перекладами, журнальними публікаціями, видавничою діяльністю.

## Наукові погляди
Через усю творчість Арнольда Ван Геннеп проходить чітко сформульоване нероздільне розуміння фольклору та етнографії. У книзі «Фольклор» дослідник сформулював своє розуміння фольклору як науки, що методом спостережень вивчає живі факти щодо давнини в природному середовищі (подібно до того як біологи вивчають живі організми). 
Ближче всіх вченому був порівняльний метод англійської антропологічної школи, з яких найяскравішим був Джеймс Фрезер — автор знаменитої «Золотої галузі» (на думку Дж. Фрезера, розумовий розвиток людства проходив послідовно стадії магії, релігії і науки). На думку Арнольда ванн Геннепа, щоб зрозуміти сутність суспільного буття, треба брати до уваги людину, а не суспільство. Цієї тези Ван Геннеп дотримувався щодо різноманітних етнографічних реалій: легенд австралійців, пісень Савояр, становлення державного ладу. На його думку, етнографія вивчає генезис людської культури, служить свого роду введенням в загальну культурологію (звідси і його «біологозована» лексика: «ембріологічний метод», тобто метод походження, початкового стану). Етнографія, на думку вченого, «прагне розпізнати відправний пункт мистецтв, технологій, установ, способів відчувати і думати, говорити і співати, саме вона створює основи, на яких потім споруджується завдяки іншим галузям знань точне і повне пізнання людства — людини мислячої і діючої».
На першому етапі наукової діяльності Ван Геннеп віддав данину звичайному для фахівців того часу інтересу до так званих малоцивілізованих, екзотичних народів. На другому етапі він зосередився на звичаях, обрядах, народній творчості сільських жителів різних провінцій Франції. Тотемізм він розглядав як необхідну умову для існування громадської групи. Її спільність підтримується вірою в родинний зв'язок, що з'єднує групу фізичних або соціальних родичів, з одного боку, і предмета, тварини, рослини тощо — з іншого весь комплекс вірувань і ритуалів, пов'язаних з тотемізмом, має і позитивні аспекти (включення в групу через певні церемонії), і негативні (заборони, що тяжіють над членами тотемной групи). Ван Геннеп вказував на територіальні права тотемічної групи. Звідси його міркування про те, що будь-яка спільнота (починаючи з тотемної групи, включаючи плем'я, міську округу, аж до держави) ставить перед собою одну і ту ж мету: забезпечити внутрішній зв'язок і тривалість життя цієї спільноти, попри тенденцію до сепаратизму, що йде від груп дрібнішого порядку — сім'ї, клану, касти, іншими словами, врівноважити відцентрові і доцентрові сили.
Ван Геннеп протиставляв свої «живі факти» теоретизуванню Еміля Дюркгайма, його ж послідовники, зокрема Марсель Мосс, своєю чергою критикували Ван Геннепа за надмір фактологічного матеріалу і обмаль аналізу.

## Внесок у науку
Головною своєю працею Арнольд Ван Геннеп вважав «Обряди переходу». Вній дослідник запропонував класифікацію обрядів, виділяючи культурні опозиції, перехід між якими здійснюється через ритуал: світ профанський — світ сакральний, дозвіл — заборона, дії прямі — дії непрямі і т . д. Чергування ритуалів, яким інші дослідники не надавали значення, розуміється Ван Геннепом як магічний момент, важливий для всього обрядового комплексу. Він демонстрував, що ритуал стверджує, легітимізує зміну соціального статусу людини.
Кожен обряд, вказував дослідник, складається з низки певних дій, які повинні бути виконані в установленому порядку. Тільки за дотримання цієї умови можна говорити про оформлений і здійснений ритуал. Ван Геннеп виділив три етапи ритуалу: відділення індивіда від суспільства, перетин межі опозицій, набуття нового статусу. Особливу увагу він акцентував на другому етапі, який називав ламінальним, коли індивід тимчасово опиняється поза суспільством і демонструє поведінку, яка порушує усталені норми. Також він звертав увагу на метафору смерті, що супроводжує перехід від одного стану до іншого. Дослідник обґрунтував, що кожна людина протягом свого життя проходить ряд етапів — переходить від одного соціального стану до іншого. Така послідовність, оформлена в систему обов'язкових ритуалів, існує у всіх суспільствах, незалежно від їх традицій і ступеня просунутості у розвитку економіки і політики. Арнольд ван Геннеп не поділяв думку Дюркгайма про залежність мирського від індивідуального і священного від колективного. Натомість він вважав, що суспільний об'єкт, залежно від свого місця в ієрархії, періодично належить то до мирського, то до священного щодо інших об'єктів. Співвідношення магії і релігії він розумів, на відміну від французької соціологічної школи та британської антропологічної школи, як співвідношення практики й теорії.
Дослідницький метод Ван Геннеп, який був застосований в роботі над книгою «Обряди переходу», автор називав «методом чергувань» (méthode de séquences) і тлумачив його таким чином: «Обряд, або суспільне виробництво, не має раз і назавжди заданого сенсу: сенс змінюється залежно від дій, які передують обряду, і тих, які слідують за ним. Тому, щоб зрозуміти обряд, соціальний інститут чи технологічний прийом, його не можна довільно виривати з обрядової, громадської або технологічної цілісності. Кожен елемент цієї цілісності слід розглядати в його зв'язках з її іншими елементами».
Вимога знаходити кожній дії чи віруванням логічне місце в обрядовій сукупності стало для Ван Геннеп головним в його подальшої дослідницької діяльності. У культурі багатьох народів Ван Геннеп виявив систему обрядів, які стверджують ці переходи. Ідеї Арнольда Ван Геннепа про стадії ритуалів переходу надалі були розвинені Віктором Тернером, який досліджував лімінальний період спільнот і стан колективу.

## Основні праці
- «Табу і тотемізм на Мадагаскарі» («Tabou et totémisme à Madagascar», 1904)
- «Міфи і легенди Австралії» («Mythes et Légendes d'Australie», 1905)
- «Гомерівське питання» («La question d'Homère», 1909)
- «Обряди переходу» («Les rites de passage», 1909)
- «Формування легенд» («La formation des Légendes», 1910)
- «У Савойї від колиски до могили» («En Savoie: du berceau à la tombe», 1916)
- «Фольклор» («Le folklore», 1924)
- «Фольклор Дофіне» («Le folklore du Dauphiné», 1933)
- «Фольклор Фландрії і Ено» («Le folklore de la Flandre et du Hainaut», 1935—1936)
- «Керівництво з сучасного французького фольклору» («Manuel de folklore français contemporain», 1937—1958)
- «Фольклор Оверні і Веле» («Le folklore de l'Auvergne et du Velay», 1942)